# Natourcriterium Roeselare 2015
De 6e editie van de Belgische wielerwedstrijd het Criterium van Roeselare werd verreden op 28 juli 2015. De start en finish vonden plaats in Roeselare. De winnaar was Nairo Quintana, gevolgd door Chris Froome en Serge Pauwels.

## Uitslag
| Natourcriterium Roeselare 2015 |                    |                             |            |
| Plaats                         | Naam               | Ploeg                       | Tijd       |
| Winnaar                        | Nairo Quintana     | Movistar Team               | 2u 24' 17" |
| 2                              | Chris Froome       | Team Sky                    | 2"         |
| 3                              | Serge Pauwels      | MTN-Qhubeka                 | z.t.       |
| 4                              | Jens Debusschere   | Lotto Soudal                | 11"        |
| 5                              | Preben Van Hecke   | Sport Vlaanderen-Baloise    | z.t.       |
| 6                              | Thomas De Gendt    | Lotto Soudal                | z.t.       |
| 7                              | Julien Vermote     | Etixx-Quick-Step            | z.t.       |
| 8                              | Alexis Vuillermoz  | Ag2r-La Mondiale            | z.t.       |
| 9                              | Wout Poels         | Team Sky                    | z.t.       |
| 10                             | Bert Van Lerberghe | Topsport Vlaanderen-Baloise | 24"        |

2010 · 2011 · 2012 · 2013 · 2014 · 2015 · 2016 · 2017 · 2018 · 2019 · 2020 · 2021 · 2022